# Boechoutse VV

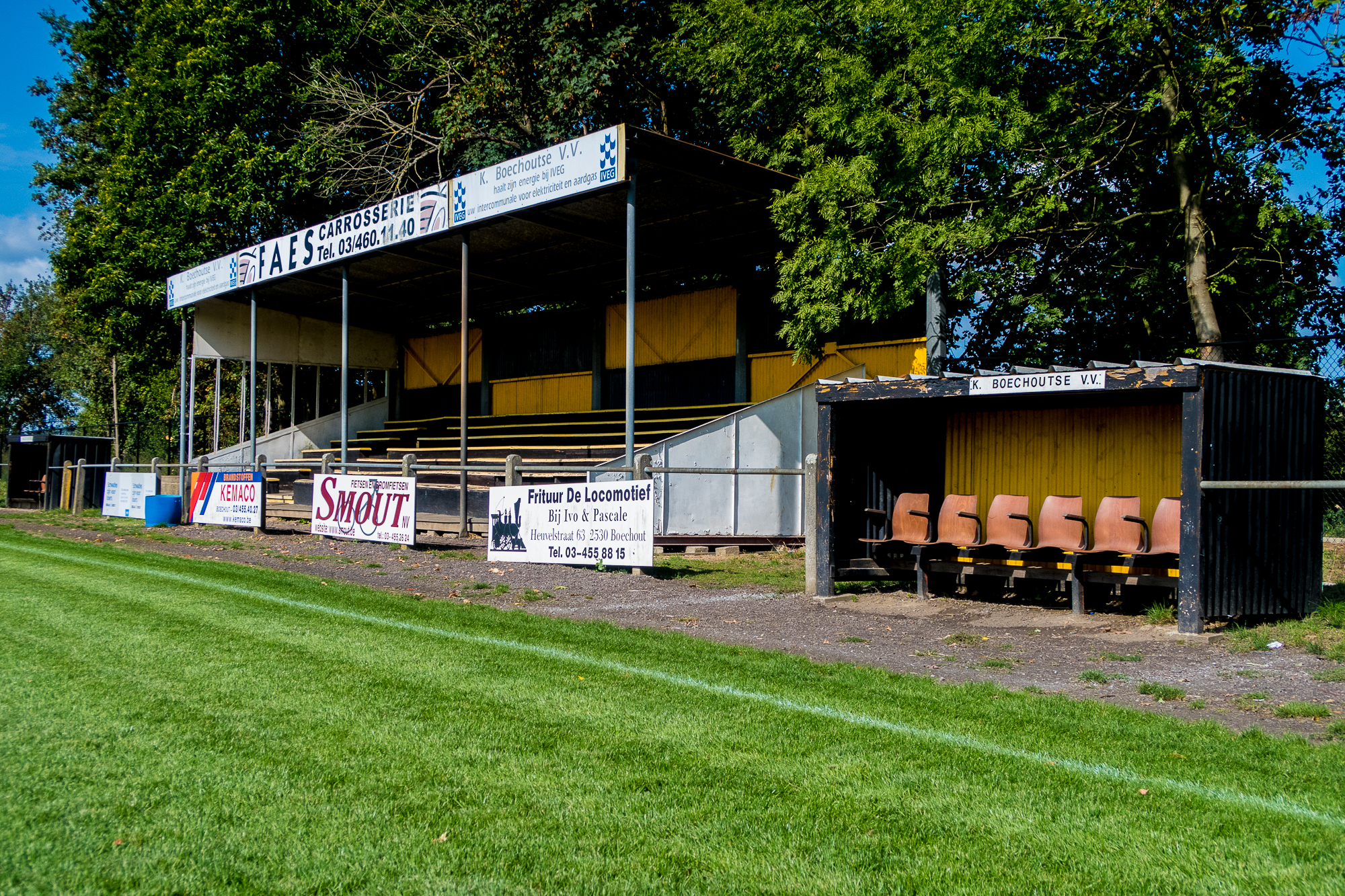
De houten zittribune van K. Boechoutse VV.

De Koninklijke Boechoutse Voetbalvereniging  is een Belgische voetbalclub uit Boechout. De club is aangesloten bij de KBVB met stamnummer 125 en heeft geel-zwart als clubkleuren. De ploeg treedt aan in de provinciale reeksen; hoewel de club halverwege de 20e eeuw bijna twee decennia in de nationale reeksen speelde.

## Geschiedenis
Tijdens de Eerste Wereldoorlog, rond 1915, was in Boechout de club Bouchout Sport opgericht. De club sloot zich aan bij de Belgische Voetbalbond op 18 juli 1916, maar nam op 25 januari 1920 alweer ontslag.
Een nieuwe Boechoutse club werd opgericht op 25 januari 1921 als Bouchoutsche Voetbalvereeniging. De aansluiting van de club als Werkend Lid bij de KBVB werd aanvaard op 12 augustus 1921; de definitieve aansluiting als Werkend Lid bij de KBVB werd bekrachtigd tijdens de halfjaarlijkse Algemene Vergadering van de KBVB op 11 februari 1922. Bouchoutsche ging van start in de regionale reeksen met zwart-geel als clubkleuren. Bij de toekenning van de stamboeknummers op 26 december 1926 verkrijgt de club het nummer 125.
In 1936 verscheen de club voor het eerst in de nationale reeksen. Dat seizoen trad Bouchoutse aan in Bevordering, in die tijd de Derde Klasse. De ploeg eindigde er al meteen op een gedeelde derde plaats in zijn reeks. Men kon dit resultaat niet meer herhalen, maar toch kon men zich tot na de Tweede Wereldoorlog handhaven als middenmoter. Tijdens die oorlogsjaren veranderde men op 18 augustus 1943 de clubkleur naar rood.
In 1947 eindigde men echter als op twee na laatste in zijn reeks. De club zakte zo na acht jaar Bevordering weer weg uit het nationale voetbal. Op 8 oktober 1947 werd de naam aangepast naar Bouchoutse Voetbalvereniging. Na één seizoen kon de ploeg alweer promotie afdwingen, en keerde zo in 1948 terug in Bevordering. Op 8 april 1949 werden terug de oude geel-zwarte clubkleuren aangenomen. De club kon zich handhaven in Bevordering tot 1951. De ploeg eindigde dat jaar echter opnieuw als twee na laatste, en zakte weer naar de provinciale reeksen. De club kreeg op 14 april 1951 ook de titel van Koninklijke maatschappij en veranderde zo op 11 juli van dat jaar zijn naam naar Koninklijke Boechoutse Voetbalvereniging.
Na dit seizoen in de regionale reeksen werden door de voetbalbond grote competitiehervormingen doorgevoerd. Er kwam een nationale niveau bij. De Bevorderingsreeksen werden voortaan gevormd door een Vierde klasse. Boechoutse kon in deze reeksen aantreden, en speelde zo weer nationaal voetbal. De ploeg eindigde dat eerste seizoen 1952/53 direct als derde in zijn reeks. Het jaar nadien kon men echter slechts nipt degradatie vermijden. De club eindigde nog twee maal in de middenmoot, maar strandde uiteindelijk in 1957 op de allerlaatste plaats in zijn reeks. Boechout degradeerde voorgoed naar de provinciale reeksen, en zou er verder wegzakken.
In 2007 fusioneerde Boechoutse met de jonge club Berchemse Sportvrienden, een club uit Berchem die een paar jaar eerder was aangesloten onder stamnummer 9298. Boechoutse was ondertussen weggezakt tot op het allerlaagste niveau, Vierde Provinciale. De club speelde gewoon verder onder de naam K. Boechoutse VV en speelde verder onder het stamnummer 125 van Boechout. Stamnummer 9298 werd geschrapt.